# Europamästerskapen i friidrott 2024 – Herrarnas 1 500 meter
Herrarnas 1 500 meter vid europamästerskapen i friidrott 2024 avgjordes mellan den 10 och 12 juni 2024 på Olympiastadion i Rom i Italien.
Guldet togs av norske Jakob Ingebrigtsen efter ett lopp på 3 minuter och 31.95 sekunder, vilket blev ett nytt mästerskapsrekord. Silvret togs av belgiske Jochem Vermeulen och bronset togs av italienske Pietro Arese.

## Rekord
| Rekord inför EM 2024 | Rekord inför EM 2024     | Rekord inför EM 2024 | Rekord inför EM 2024 | Rekord inför EM 2024 |
| -------------------- | ------------------------ | -------------------- | -------------------- | -------------------- |
| Världsrekord         | Hicham El Guerrouj (MAR) | 3.26,00              | Rom, Italien         | 14 juli 1998         |
| Europarekord         | Jakob Ingebrigtsen (NOR) | 3.27,14              | Chorzów, Polen       | 16 juli 2023         |
| Mästerskapsrekord    | Jakob Ingebrigtsen (NOR) | 3.32,76              | München, Tyskland    | 18 augusti 2022      |
| Världsårsbästa       | Jakob Ingebrigtsen (NOR) | 3.29,74              | Oslo, Norge          | 30 maj 2024          |
| Europaårsbästa       | Jakob Ingebrigtsen (NOR) | 3.29,74              | Oslo, Norge          | 30 maj 2024          |

## Program
Alla tider är lokal tid (UTC+1)
| Datum        | Tid   | Omgång      |
| ------------ | ----- | ----------- |
| 10 juni 2024 | 11:20 | Försöksheat |
| 12 juni 2024 | 22:26 | Final       |

## Resultat

### Försöksheat
De sex första i varje heat 0Q0 kvalificerade sig för finalen.
| Placering | Heat | Namn               | Nationalitet   | Tid     | Noteringar |
| --------- | ---- | ------------------ | -------------- | ------- | ---------- |
| 1         | 2    | Jakob Ingebrigtsen | Norge          | 3.37,65 | 0Q0        |
| 2         | 2    | Federico Riva      | Italien        | 3.37,75 | 0Q0        |
| 3         | 2    | Azeddine Habz      | Frankrike      | 3.38,37 | 0Q0        |
| 4         | 2    | Ossama Meslek      | Italien        | 3.38,41 | 0Q0        |
| 5         | 2    | Andrew Coscoran    | Irland         | 3.38,52 | 0Q0        |
| 6         | 2    | Isaac Nader        | Portugal       | 3.38,83 | 0Q0        |
| 7         | 2    | Ignacio Fontes     | Spanien        | 3.39,02 | qR         |
| 8         | 2    | Jochem Vermeulen   | Belgien        | 3.40,21 | qR         |
| 9         | 2    | Maciej Wyderka     | Polen          | 3.40,37 |            |
| 10        | 2    | Adam Fogg          | Storbritannien | 3.40,83 | qR         |
| 11        | 2    | Robert Farken      | Tyskland       | 3.42,26 | qR         |
| 12        | 2    | Ismael Debjani     | Belgien        | 3.42,57 | 0SB0       |
| 13        | 1    | Neil Gourley       | Storbritannien | 3.44,05 | 0Q0, 0SB0  |
| 14        | 1    | Pietro Arese       | Italien        | 3.44,09 | 0Q0        |
| 15        | 1    | Ruben Verheyden    | Belgien        | 3.44,19 | 0Q0        |
| 16        | 1    | Adel Mechaal       | Spanien        | 3.44,19 | 0Q0        |
| 17        | 1    | Romain Mornet      | Frankrike      | 3.44,28 | 0Q0        |
| 18        | 1    | Raphael Pallitsch  | Österrike      | 3.44,29 | 0Q0        |
| 19        | 1    | Mario García       | Spanien        | 3.44,30 |            |
| 20        | 1    | Mehmet Çelik       | Turkiet        | 3.44,65 |            |
| 21        | 1    | Marius Probst      | Tyskland       | 3.44,70 |            |
| 22        | 1    | Filip Rak          | Polen          | 3.45,21 |            |
| 23        | 1    | Maël Gouyette      | Frankrike      | 3.45,22 |            |
| 24        | 2    | Noah Baltus        | Nederländerna  | 3.45,30 |            |
| 25        | 2    | Tom Elmer          | Schweiz        | 3.45,91 |            |
| 26        | 1    | Narve Gilje Nordås | Norge          | 3.46,15 |            |
| 27        | 1    | Filip Ostrowski    | Polen          | 3.46,18 |            |
| 28        | 1    | Nicholas Griggs    | Irland         | 3.46,66 |            |
| 29        | 1    | Amos Bartelsmeyer  | Tyskland       | 3.51,42 |            |
| 30        | 1    | Emil Danielsson    | Sverige        | 3.51,67 |            |
| 31        | 2    | Samuel Pihlström   | Sverige        | 4.38,51 | qR         |

### Final
| Placering | Namn               | Nationalitet   | Tid     | Noteringar |
| --------- | ------------------ | -------------- | ------- | ---------- |
| 1         | Jakob Ingebrigtsen | Norge          | 3.31,95 | 0MR0       |
| 2         | Jochem Vermeulen   | Belgien        | 3.33,30 | 0PB0       |
| 3         | Pietro Arese       | Italien        | 3.33,34 |            |
| 4         | Ruben Verheyden    | Belgien        | 3.33,40 | 0PB0       |
| 5         | Adel Mechaal       | Spanien        | 3.33,58 |            |
| 6         | Raphael Pallitsch  | Österrike      | 3.33,60 |            |
| 7         | Azeddine Habz      | Frankrike      | 3.33,70 |            |
| 8         | Robert Farken      | Tyskland       | 3.33,98 |            |
| 9         | Neil Gourley       | Storbritannien | 3.34,11 | 0SB0       |
| 10        | Isaac Nader        | Portugal       | 3.34,22 |            |
| 11        | Romain Mornet      | Frankrike      | 3.34,33 | 0SB0       |
| 12        | Adam Fogg          | Storbritannien | 3.34,44 |            |
| 13        | Andrew Coscoran    | Irland         | 3.34,76 |            |
| 14        | Ossama Meslek      | Italien        | 3.36,35 |            |
| 15        | Federico Riva      | Italien        | 3.37,37 |            |
| 16        | Ignacio Fontes     | Spanien        | 3.45,80 |            |
|           | Samuel Pihlström   | Sverige        | 0DNS0   |            |